# Ora iQ
La Ora iQ è la prima autovettura elettrica dalla casa automobilistica cinese Ora, prodotta dal 2018 al 2020 e facente parte del gruppo Great Wall Motors.

## Contesto e debutto

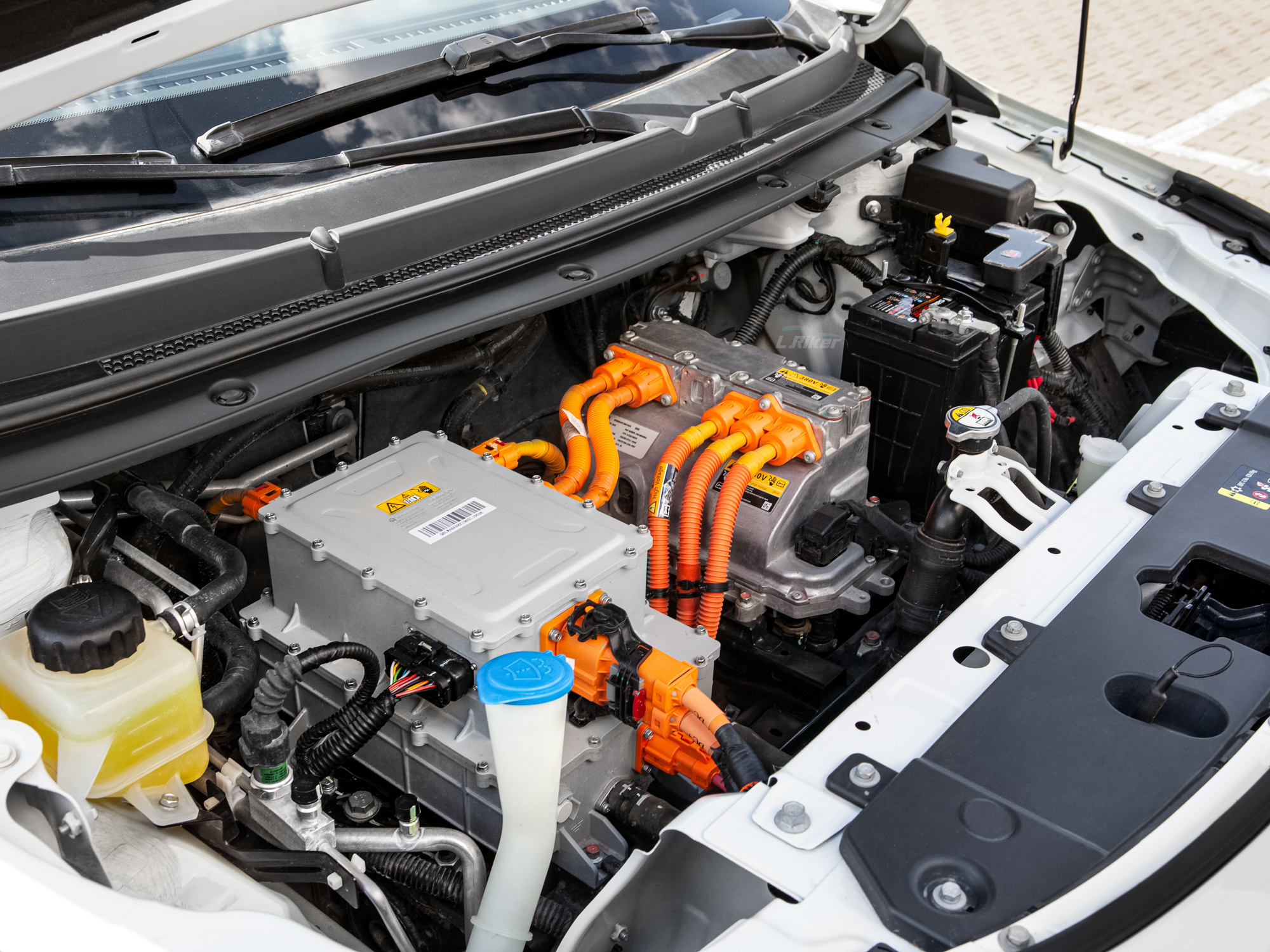
Motore elettrico

A maggio 2018 la Great Wall Motors ha annunciato il lancio della nuova casa automobilistica specializzata nella sola produzione di vetture elettriche, chiamata Ora. Il primo modello ad essere presentato è stata la iQ, una vettura che unisce le caratteristiche di un crossover SUV con una carrozzeria berlina a tre volumi. 
L'iQ è stata sviluppata principalmente per il mercato della Cina continentale, venendo commercializzata nell'agosto 2018.
Il design dell'esterno si caratterizza per i fari longitudinali stretti con feritoie ai bordi dei parafanghi e i fanali posteriori in un solo elemento che attraversavano per l'intera larghezza il cofano posteriore.

## Dati tecnici
L'iQ è alimentata da un motore elettrico a magneti permanenti da 120 kW (163 CV) e 280 Nm di coppia massima, con una batteria dalla capacità 46,57 kWh. La vettura scatta da 0 a 100 km/h in 7,7 secondi, raggiungendo una punta massima di 150 km/h.